# Antenna
Antenna (англ. Антенна) — одиннадцатый студийный альбом рок-группы ZZ Top, выпущенный в 1994 году. Первый альбом группы, записанный на лейбле RCA Records. Альбом добрался до 14-го места в Billboard 200, а сингл «Pincushion» поднялся на вершину Hot Mainstream Rock Tracks. Альбом достиг максимального уровня продаж в США и ему был присвоен платиновый статус от RIAA за тираж более 1 000 000 экземпляров в январе 1994 года.

## Название
Название альбома — Antenna, — связано с мексиканскими приграничными радиостанциями 50-60 годов, репертуар которых сильно повлиял на группу. Это первый альбом группы, где название альбома соответствовало названию одной из песен («Antenna Head»).

## Об альбоме
Со 2 октября 1990 группа уехала в Recycler World Tour и закончила его лишь 27 сентября 1991 года. В 1992 году Warner Brothers выпустила сборник ZZ Top’s Greatest Hits, для которого группа записала две новые песни: «Gun Love» и «Viva Las Vegas» (кавер-версия песни Элвиса Пресли). Новые песни были выпущены также синглом, который имел большой успех, а в Великобритании даже стал самым продаваемым синглом группы за всё время.
В 1993 году истёк контракт с Warner Brothers и группа подписала новый контракт на 35 миллионов долларов с RCA Records. При подготовке нового альбома в группа сознательно решила не повторять MTV-эпоху 1980-х, а вернуться к своим блюзовым корням. Однако на этом альбоме группа не смогла полностью отказаться от синтезаторов, хотя они используются намного меньше, чем на предшествующих релизах. Как сказал Билли Гиббонс, на этом альбоме «мы всё ещё экспериментировали, пытаясь превратить трио в секстет или нонет». Соотношение на альбоме «живого» и синтезаторного звука приближается к альбому 1981 года El Loco (по-видимому Гиббонс находил такое соотношение наиболее взвешенным). «О, ну да, там есть местами вкрапления конги или немного Hammond B-3, можно услышать незаметные синтезаторы, „приправки“, по определению Хилла». Сам Гиббонс в 1994 году заметил, что Antenna звучит как несколько урезанный вариант предыдущих работ: «Это ещё один виток, мы сознательно следовали таким путём, и очень осторожно вставляли [синтезаторы] тогда и только тогда, когда мы чувствовали, что это правильно». Самоограничение проявилось и в выборе инструментов для записи: в подавляющем большинстве Гиббонс сыграл свои партии на Fender Esquire с одним звукоснимателем, а Хилл на нескольких гитарах типа Fender P-Bass также с одним звукоснимателем. Тем не менее, Гиббонс дополнительно оборудовал все гитары Fender Esquire с тем, чтобы приблизить звук к звуку своей излюбленной гитары Pearly Gates (модели 59 Sunburst Gibson Les Paul Standard). При записи альбома Гиббонс использовал четыре усилителя: ламповые Marshall JMP-1, Peavey, ещё один винтажный 50-ваттный Marshall с двумя динамиками Celestion G12M Greenback и артефактный Fender Dual Professional.
Подход к записи иногда объясняется тем, что «„Новая волна“ умерла, и наступила эра гранжа, в котором грязный гитарный звук был предпочтительней чем весёлое мироощущение и синтезаторы». «ZZ Top могли обратить внимание на гранж-течение (а как они могли не обратить? Возможно это было самое модное музыкальное течение начала 1990-х) и решили дозировать синтезаторы и драм-машины».
Отзывы об альбоме были в основном сдержанно-положительными:
AllMusic: «В то время, когда характер гитары Гиббонса на этом альбоме очень напоминает Tres Hombres (высшую точку в творчестве группы ранних лет), блеск высококачественного продюсирования 1980-х остался неизменным».
Entertainment Weekly: «Начиная с названия Antenna альбом — это некая дань радиоэфиру 1950-х — 1960-х в приграничных районах Юго-Запада и кабацкому буги ранних лет группы. Прекрасная идея, но есть дефект: запись звучит не столько, как сыгранная на инструментах, сколько как декодированная цифра, а песни в основном переработанные старые, хорошо известные убойные риффы».
Sputnikmusic: «Альбом теряет кураж на последних четырёх песнях, но отдадим должное, песни не одноразовые, это просто типичные песни с альбома ZZ Top. Хорошо, но ничего особенного».
Вместе с тем, были и достаточно негативные отзывы: «Синтезаторы и драм-машины ушли, и внезапно группа зазвучала как карикатура: до неловкости банальные мощные блюзовые риффы („Pincushion“), до неловкости явные сексуальные метафоры („Cover Your Rig“) и до неловкости без конца повторяющиеся припевы („Cherry Red“)».
«„Творчество“ ZZ Top на этом релизе в основном состоит из бессмысленных универсальных блюз-роковых последовательностей аккордов, взятых прямо из недавней дискографии The Rolling Stones (послушайте „PCH“ и „Cherry Red“ и скажите мне, что это не пост-Кит Ричардс образца 1978 года), бита в среднем темпе, „блюзовых“ вокальных проходов (когда каждое слово наполовину кричат на одной ноте) и пяти-шести гитарных соло».
«Даже в те моменты когда музыка и вправду кажется исполненной живыми людьми — гитарный нервный срыв Гиббонса в конце „Pincushion“ или неожиданно томная баллада „Breakaway“, — громыхающие машинным звуком барабаны Бёрда всё это тормозят и стягивают вниз».

## Список композиций
Все песни написаны Гиббонсом, Хиллом и Бирдом, если не указано иное
- «Pincushion» — 4:33

«Pincushion» (англ. Подушечка для иголок). Песня получила довольно высокие оценки у критиков. Марк Приндл отнёс песню к одному из нескольких исключений на в целом сером альбоме, сказав про неё «сингл с приличной последовательностью аккордов». Ещё один обозреватель отозвался как: «Заряд нового брэнда старого грязного звука. Великолепная „открывашка“ и несомненно лучшая вещь на альбоме». «Такие песни, как „Pincushion“ и „Fuzzbox Voodoo“ обеспечили простой отказ от синтезаторов без принесения в жертву мощных сочных хуков». Песня добралась до 24-го места в Bubbling Under Hot 100 Singles, 15-го места в UK Singles Chart и возглавила Hot Mainstream Rock Tracks. В тексте песни от имени автора утверждается, что он — всего лишь подушечка для иголок, которые постоянно втыкает его возлюбленная.
- «Breakaway» (Гиббонс) — 4:58

«Breakaway» (англ. Расставание). Рефрен песни «она не даст мне уйти». Исходя из содержания клипа, снятого на песню, речь идёт о женщине-вампире. Музыкально песню также высоко оценивают: «Традиционная, но прекрасная фузз-блюз баллада», «Медлительная „Breakaway“ с „виски-вокалом“ Гиббонса, характерным для 1990-х», «медленное и упорное перемалывание». Сингл с песней добрался до 7-го места в Hot Mainstream Rock Tracks.
- «World of Swirl» (Гиббонс) — 4:08

«World of Swirl» (англ. Головокружительный мир). «Прелестная хард-роковая драйвовая вещь» в исполнении Дасти Хилла контрастирует с предыдущей. Песня была записана в составе саундтрека комедии 1994 года «Армейские приключения». По тексту песня некая дань 1980-м годам, так, Гиббонс использовал именно это словосочетание, вспоминая после выхода альбома Antenna годы успеха Eliminator и Afterburner: «Я думаю, что мир всё ещё головокружительный, как тот, что мы оставили там».
- «Fuzzbox Voodoo»— 4:42

«Fuzzbox Voodoo» (англ. Фуззбокс-вуду). «Синкопированный стомп». По содержанию песня «загружена двусмысленностями». По одному мнению, в песне речь идёт о том, что фуззбокс (педаль для получения гитарного эффекта дисторшн) обладает колдовским влиянием, которое позволяет заполучать девушек. Однако Марк Приндл не соглашается с этим, говоря о том, что под педалью собственно и следует понимать девушку («никто не говорит she, если имеет в виду педаль»). Дополнительные сложности возникают с пониманием имеющегося в песне словосочетания blue voodoo, которое может быть переведено и как «вуду блюза», «магия блюза» и как название алкогольного коктейля.
- «Girl in a T-Shirt» (Гиббонс) — 4:10

«Girl in a T-Shirt» (англ. Девушка в футболке). «Немного странная (но затянутая) ковбойская песня», «накачанное басом сумасшествие», «трек с тяжёлым басом, одна из самых запоминающихся песен на альбоме, близкая к творчеству группы середины 70-х». В песне речь идёт о простой девушке в футболке (в противовес гламурным дамам).
- «Antenna Head» — 4:43

«Antenna Head» (англ. Помешанный на антеннах). Ещё одна песня на альбоме в исполнении Дасти Хилла, песня-трибьют (наряду с «Heard It on the X» 1975 года), посвящённая приграничным радиостанциям. В 1950—1960 годы такие радиостанции, расположенные в Мексике близ границы с США и поэтому игнорирующие авторские права, были значительной частью субкультуры Юго-Запада США.
- «PCH» — 3:57

«PCH» (англ. Тихоокеанское шоссе). Аббревиатура в названии песни обычно расшифровывается как Pacific Coast Highway, тихоокеанское прибрежное шоссе, трасса SR1, чему в общем соответствует содержание песни. Вместе с тем, есть и более скабрезные расшифровки. Песня посвящена основателю группы The Beach Boys Брайану Уилсону; его имя упоминается в тексте песни. В некоторые источниках песня называется лучшей на альбоме:
Лучшая песня на альбоме — это PCH. От вкусного гитарного вступления до разбитных риффов и великих гитарных проходов, группа звучит как будто обладает особым драйвом петь без компромиссов в любом случае. Классный вокал и по-настоящему подходит к песне.
Оригинальный текст (англ.)The best song on the record is «PCH». From the slick guitar intro, to the rompin’ riff and the great licks, the band sounds like they’re having a blast, like singing without compromising anything. The vocals are great and really fit the song.
- «Cherry Red» (Гиббонс) — 4:38.

«Cherry Red» (англ. Вишнёво-красный). Песня с «небрежными набросками выжигающих гитарных нот». В песне поётся о девушке, которая «просто хочет почувствовать что-то вишнёво-красное», к чему пристрастился и автор песни. «Может быть это вино… Да ладно! Это никакое не чёртово вино!», — заметил Марк Приндл, вновь намекая на двусмысленность песни.
- «Cover Your Rig» — 5:50

«Cover Your Rig» (англ. Зачехли свой конец). По словам Дасти Хилла, с этой песни они начали запись всего альбома, и после того, как они её записали, они поняли в каком направлении они будут двигаться. Этот «мощный медленный блюз», по словам Гиббонса «честный блюз в размере 6/8» довольно высоко оценивается обозревателями. Практически уникальный случай для группы, когда она поёт о некоей серьёзной социальной проблеме (до этого был лишь один случай, песня «Squank» c дебютного альбома), в данном случае — о необходимости использования презервативов.
- «Lizard Life» — 5:09 (Карл Прентис Марш, Гиббонс, Хилл, Бирд)

«Lizard Life» (англ. Жизнь ящера). В песне речь идёт об образе жизни ящера, поджидающего добычу; возможно что под этим понимается жизнь американской деловой элиты.
- «Deal Goin’ Down» — 4:06

«Deal Goin’ Down» (англ. Намечается дельце). Песня в исполнении Дасти Хилла.
На европейской и японской версии компакт-диска добавлена:
- «Everything» — 3:54

«Everything» (англ. Всё). Записывая песню, Гиббонс использовал гитару, настроенную в открытой «ми» (E B E Gs B E). Такая настройка была обычной для великого блюзмена Элмора Джеймса. Содержание песни навеяно слоганом компании Stax Records «Where Everything Is Everything» («Где всё и есть всё»): на прошедшей в Мемфисе церемонии WC Handy Blues Awards один из посетителей вручил группе подарок, картонную рекламную коробку спичек компании. «Парадокс в том, что в то время как слова песни включают в себя „всё“, музыка очень скудная: только барабаны и мистер Хилл, играющий одну ноту на Hammond B-3. Кстати, этот B-3 весьма исторический, он принадлежал Букер Ти Джонсу и это тот, который записан на композиции Green Onions».

## Участники записи
ZZ Top:
- Билли Гиббонс — гитара, вокал
- Дасти Хилл — бас-гитара, бэк-вокал, клавишные, вокал в песнях «World of Swirl», «Antenna Head», «Deal Goin’ Down»
- Фрэнк Бирд — ударные, перкуссия

Технический персонал:
- Билл Хэм — музыкальный продюсер
- Билли Гиббонс — музыкальный продюсер
- Джо Харди — звукооператор
- Том Хардинг — звукооператор
- Боб Людвиг — мастеринг-инженер

## Позиции в хит-парадах и сертификации
| Чарт (1994)                         | Высшая позиция | Пребывание в чарте |
| ----------------------------------- | -------------- | ------------------ |
| Австралия (ARIA)                    | 40             | 2 недели           |
| Австрия (Ö3 Austria)                | 2              | 16 недель          |
| Великобритания (UK Albums Chart)    | 3              | 6 недель           |
| Германия (Offizielle Top 100)       | 3              | 22 недели          |
| Нидерланды (Album Top 100)          | 10             | 13 недель          |
| Новая Зеландия (RMNZ)               | 13             | 7 недель           |
| Норвегия (VG-lista)                 | 4              | 8 недель           |
| США (Billboard 200)                 | 14             | 23 недель          |
| Финляндия (Suomen virallinen lista) | 1              | 16 недель          |
| Швейцария (Schweizer Hitparade)     | 3              | 18 недель          |
| Швеция (Sverigetopplistan)          | 1              | 12 недель          |

| Регион | Сертификация | Продажи    |
| --- | ------------ | ---------- |
| Австрия (IFPI Austria)                                                                                                   | Золотой      | 25 000*    |
| Германия (BVMI) | Золотой      | 250 000^   |
| Канада (Music Canada) | Золотой      | 50 000^    |
| Норвегия (IFPI Norway)                                                                                                   | Золотой      | 25 000*    |
| США (RIAA) | Платиновый   | 1 000 000^ |
| Финляндия (Musiikkituottajat)                                                                                            | Золотой      | 34 220     |
| Франция (SNEP) | Золотой      | 100 000*   |
| Швеция (GLF) | Золотой      | 50 000^    |
| Швейцария (IFPI Switzerland)                                                                                             | Золотой      | 25 000^    |
| Итого |              |            |
| Европа (IFPI) | Платиновый   | 1 000 000* |
| * Данные о продажах приведены только на основе сертификации. ^ Данные о тиражах приведены только на основе сертификации. |              |            |